# Provincia de Uezán
La provincia de Uezán (en árabe: إقليم وزان‎, en lenguas bereberes: ⵜⴰⵙⴳⴰ ⵏ  ⵡⴰⵣⵣⴰⵏ', en francés: Ouezzane) es una de las provincias de Marruecos, hasta 2015 parte de la región de Tánger-Tetuán y actualmente de la nueva región de Tánger-Tetuán-Alhucemas. Tiene una superficie de 1.861 km² y 307.083 habitantes . La capital es Uezán.

## División administrativa
La provincia de Uezán consta de 1 municipios y 16 comunas:
| Núcleos de población | Habitantes (2 de septiembre de 1994) | Habitantes (2 de septiembre de 2004) |
| -------------------- | ------------------------------------ | ------------------------------------ |
| Uezán (M)            | 52.168                               | 57.972                               |
| Ain Beida            | 10.367                               | 11.851                               |
| Asjen                | 13.056                               | 13.113                               |
| Brikcha              | 11.496                               | 10.999                               |
| Kalaat Bouqorra      | 12.157                               | 15.165                               |
| Moqrisset            | 10.131                               | 10.864                               |
| Zoumi                | 33.852                               | 39.719                               |
| Bni Quolla           | 17.799                               | 17.512                               |
| Lamjaara             | 15.737                               | 16.899                               |
| Masmouda             | 18.187                               | 17.126                               |
| Mzefroune            | 8.695                                | 8.110                                |
| Ounnana              | 12.248                               | 13.627                               |
| Sidi Ahmed Cherif    | 10.248                               | 10.413                               |
| Sidi Bousber         | 11.023                               | 11.260                               |
| Sidi Redouane        | 19.986                               | 20.782                               |
| Teroual              | 11.740                               | 13.046                               |
| Zghira               | 15.748                               | 16.070                               |
| Total                | 284.649                              | 304.528                              |